# Доктор Эмили Оуэнс
«Доктор Эмили Оуэнс» (англ. Emily Owens, M.D) — американский драматический сериал, созданный и продюсируемый Дженни Снайдер Урман с Мэми Гаммер в главной роли молодого врача, которая проходит интернатуру в больнице «Денвер Мемориал». Премьера сериала состоялась 16 октября 2012 года на телеканале The CW. 28 ноября телеканал закрыл дальнейшие съёмки сериала, объявив, что уже отснятые эпизоды всё же будут показаны.

## Сюжет
Сюжет сериала вращается вокруг молодой женщины-медика Эмили Оуэнс, которая проходит первый год стажировки в больнице Денвера, где ей приходится работать с коллегами, которые ведут себя так, будто все ещё находятся в средней школе.

## Актёры и персонажи

### Главные герои
- Мэми Гаммер — Эмили Оуэнс, молодой интерн в больнице «Денвер Мемориал», которая готова оставить школьные воспоминания позади. Однако Эмили скоро обнаруживает, что жизнь в госпитале почти ничем не отличается от старшей школы, что осложняется тем, что тут же работают её школьный враг, а также любовь из колледжа.
- Джастин Хартли — Уилл Коллинз, привлекательный интерн в «Денвер Мемориал» и друг Эмили по колледжу. Знает о том, что Эмили в него влюблена, но хочет остаться друзьями.
- Аджа Наоми Кинг — Кассандра Копельсон, интерн в больнице «Денвер Мемориал» и школьная немезида Эмили.
- Келли Маккрири — Тайра Дюпре, интерн в больнице, в лице которой Эмили находит подругу и поддержку.
- Майкл Рэйди — Майка Барнс, умный и привлекательный врач, который замечает способности Эмили и берёт её под своё крыло.
- Некар Задеган — Джина Бендари, всемирно известный хирург, который одновременно вдохновляет и пугает всех интернов.

### Второстепенные персонажи
- Кристин Уиллес — Медсестра скорой помощи (8 эпизодов)
- Гарри Ленникс — Тим Дюпре, руководитель отдела кадров и отец Тайры (6 эпизодов)
- Кэтрин Бэрролл — Джойс Барнс, мать Майки, больная раком (6 эпизодов)
- Марк Ганиме — Доктор Джейми Альбагетти (6 эпизодов)
- Бриттани Ишибаши — Доктор Келли Хамата, возлюбленная Майки из отделения гинекологии (5 эпизодов)
- Мишель Харрисон — Джессика, любовница Тима (4 эпизода)
- Джей Ар Рамирес — Доктор Эй-Джей Акино, молодой врач и друг Майка, которого выгнали из-за скандала с Бендари (3 эпизода)
- Д. Б. Вудсайд — Эван Хаммонд, муж доктора Бендари, брак с которым находится на волоске (3 эпизода)
- Джинанн Гуссен — Горячая Молли, сотрудница больницы, с которой у Тайры начинается интрижка (3 эпизода)
- Маркус Колома — Рик Палоне, молодой полицейский, которого Тайра использовала в качестве прикрытия (1 эпизод)

## Разработка и производство
The CW купил сценарий пилотного эпизода в октябре 2011 года. 24 января 2012 года канал заказал съёмки пилотного эпизода, которые проходили в марте-апреле того же года. 5 марта было объявлено, что Мэми Гаммер будет играть главную роль в пилоте. 11 мая 2012 года CW утвердил пилот и заказал съёмки первого сезона. Пилотный эпизод был доступен для просмотра на сайтах CWTV.com, Facebook, Twitter, Hulu, iTunes и Mobile App за три недели до премьеры на канале и за неделю на сайте YouTube.
16 октября состоялась премьера сериала. 22 октября телеканал увеличил количество эпизодов первого сезона до 16-ти, но 28 ноября закрыл сериал, тем самым отменив съёмки дополнительных эпизодов. Несмотря на это, The CW объявил, что все уже отснятые 13 эпизодов выйдут в эфир.

## Эпизоды
| № | Название                                                                               | Режиссёр       | Автор сценария                 | Дата премьеры   | Зрители в США (млн) |
| --- | -------------------------------------------------------------------------------------- | -------------- | ------------------------------ | --------------- | ------------------- |
| 1 | «Pilot» «Пилот»                                                                        | Бхарат Наллури | Дженни Снайдер Урман           | 16 октября 2012 | 1,67                |
| Недавно закончившая медицинский колледж Эмили Оуэн начинает практику в Мемориальном госпитале Денвера под руководством легендарной доктора Бендари. Волею судьбы, в этом же госпитале интернатуру проходят Уилл Коллинз — ей тайная любовь со студенческих времён и Кассандра Копельсон, превратившая школьную жизнь Эмили в Ад. Эмили быстро находит общий язык с дочерью директора отдела кадров, Тайрой Дюпре, скрывающей от отца свою нетрадиционную сексуальную ориентацию. Между тем, Эмили решает начать взрослую жизнь и полностью измениться, однако вскоре понимает, что в больнице царят всё те же правила, а Кассандра до сих пор остаётся её соперницей, но теперь ещё и в битве за внимание Уилла и одобрение доктора Бендари. |                                                                                        |                |                                |                 |                     |
| 2 | «Emily and... the Alan Zolman Incident» «Эмили и... инцидент с Аланом Зольманом»       | Бхарат Наллури | Дженни Снайдер Урман           | 23 октября 2012 | 1,11                |
| Эмили всячески пытается сгладить возникшую неловкую ситуацию после того, как Уилл отверг её признания в любви. Не помогают решить личные проблемы и профессиональные трудности — Эмили застаёт Тима Дюпре с любовницей, а отношения с медсётрами не складываются из-за того, что Тайра хранит свой секрет. У матери доктора Майки Барнса обнаруживают рак, и Эмили становится компаньоном женщины во время химиотерапии. |                                                                                        |                |                                |                 |                     |
| 3 | «Emily and... the Outbreak» «Эмили и... волнение»                                      | Дэвид Уоррен   | Джоанна Джонсон                | 30 октября 2012 | 1,03                |
| Эмили начинает день практики в отделении скорой помощи, и когда выясняется, что в местной школе вспыхнула волна венерических заболеваний, доктор Бендари поручает её выступить перед школьницами с рассказом и безопасном сексе. Кроме того, Бендари устраивает конкурс на место ассистента во время операции — это подливает масла в огонь непростых отношений Эмили и Кассандры. |                                                                                        |                |                                |                 |                     |
| 4 | «Emily and... the Predator» «Эмили и... хищник»                                        | Бхарат Наллури | Джон К. Келли                  | 13 ноября 2012  | 1,38                |
| Эмили сталкивается с непростым случаем, в котором женщина вынашивает близнецов для своей сестры — жизни одного из малышей угрожает опасность. Кроме того, в больницу поступает молодая женщина, которая вышла замуж по велению родителей — ей нужна пересадка почки, но она не уверена, что готова принять такую жертву от мужа, которого она не любит. Эмили и Кассандра начинают войну за место помощника доктора Бендари при написании научной работы. |                                                                                        |                |                                |                 |                     |
| 5 | «Emily and... the Tell-Tale Heart» «Эмили и... сердце-обличитель»                      | Говард Дойч    | Дэвид Бэбкок                   | 20 ноября 2012  | 1,29                |
| Чтобы угодить Уиллу, Кассандра пытается быть милой с Эмили, а в отделение скорой помощи поступает наркоман, которому девушка пытается помочь. Почувствовавшая себя обманутой, Эмили решат воспользоваться советом доктора Бендари и проявить жёсткость. Между тем, когда маленький мальчик поступает на лечение, раскрывается секрет его матери. |                                                                                        |                |                                |                 |                     |
| 6 | «Emily and... the Question of Faith» «Эмили и... вопрос веры»                          | Джейми Бэббит  | Пол Циаротта                   | 27 ноября 2012  | 1,05                |
| Кассандра и Эмили почти начинают дружить, но всё меняется, когда Тайра, узнавшая о том, что Эмили была в курсе интрижки её отца, рассказывает всю правду Кассандре. В отделение поступает ребёнок-интерсекс, и его родители должны принять важное решение. Доктор Бендари назначает Эмили ассистентом при лечении молодого мужчины, у которого есть проблемы с сердцем. Однако религиозный мужчина впадает в отчаяние, когда после клинической смерти понимает, что загробной жизни, возможно нет. |                                                                                        |                |                                |                 |                     |
| 7 | «Emily and... the Good and the Bad» «Эмили и... плохое и хорошее»                      | Элизабет Аллен | Кейтлин Пэрриш                 | 4 декабря 2012  | 1,41                |
| Эмили и Кассандра отмечают Днь Рождения в одень день — против желания Эмили, Уилл устраивает вечеринку в её квартире, куда приходит почти весь персонал больницы. Пациентом Эмили и Уилла оказывается мужчина-заключённый, изнасиловавший четырёх женщин и убивший свою последнюю жертву. Тайра собирается с духом, чтобы рассказать отцу о своей сексуальной ориентации. Всеобщий любимец, цветочник Мануэль, нуждается в операции, но не может получить её из-за проблем с миграционной службой. Эмили обращается к Тиму Дюпре и помогает ему наладить отношения с Тайрой. |                                                                                        |                |                                |                 |                     |
| 8 | «Emily and... the Car and the Cards» «Эмили и... машина и карточки»                    | Стюарт Гиллард | Мо Маси и Дженни Снайдер Урман | 1 января 2013   | 1,30                |
| Интерны готовятся к сдаче тестов, и Кассандра и Эмили предлагают Уиллу свои тактики по подготовке к экзамену. В больнице оказывается 17-летняя девушка, которой в результате аварии проткнуло живот металлическим колом, и хотя её самочувствие стабильно, попытки извлечь его могут привести к гибели, так как были задеты почти все органы брюшной полости. Этот несчастный случай пробуждает болезненные воспоминания у Уилла. Пациентка Эмили отказывается от операции по удалению опухоли, так как боится, что это повредит её карьере модели. |                                                                                        |                |                                |                 |                     |
| 9 | «Emily and... the Love of Larping» «Эмили и... любовь к ролевым играм живого действия» | Арлин Сэнфорд  | Бен Заретски                   | 8 января 2013   | 1,09                |
| Ревнуя Уилла к Эмили, Кассандра устраивает ей свидание с приятным парнем, но с которым у Эмили нет ничего общего. Встретив нового пациента в лице жёсткой деловой женщины, испытывающей проблемы с сердцем, доктор Бендари задумывается о шаткости своего брака. Между тем, Уилл и Эмили занимаются лечение мужчины среднего возраста, любителем ролевых игр живого действия — его состояние постепенно ухудшается, и Уилл верен, что все проблемы психического свойства, но Эмили не разделяет его диагноз. |                                                                                        |                |                                |                 |                     |
| 10 | «Emily and... the Social Experiment» «Эмили и... социальный эксперимент»               | Бхарат Наллури | Джон К. Келли                  | 15 января 2013  | 1,02                |
| После года отсутствия, в больницу возвращается друг Майки, обворожительный врач Эй Джей Акино, отстранённый от работы из-за конфликта с Бендари. Эмили занимается лечением женщины-ясновидящей, которая предсказала собственную смерть в больнице. Кассандра и Бендари занимаются лечением пациента, которому требуется операция на лёгких, но Майка вскоре понимает, что вылечить пациента не удастся. Между тем, желая выяснить, нравится ли она Уиллу, Эмили начинает собственный эксперимент, в ходе которого Тайра учит Эмили искусству флирта. |                                                                                        |                |                                |                 |                     |
| 11 | «Emily and... the Teapot» «Эмили и... чайник»                                          | Антон Кроппер  | Джоанна Джонсон                | 22 января 2013  | 1,36                |
| Когда настаёт решающий момент в выборе научного ассистента доктора Бендари, Эмили, Кассандра и Уилл становятся главными кандидатами — молодые люди должны описать отрицательные качества друг друга. Эмили сталкивается с невероятным случаем, в котором в лёгких молодого пациента обнаружена пуля — так девушка узнаёт секрет, который хранила от сына его мать. Между тем, заботясь о пациенте, который после непростого диагноза вынужден изменить всю свою жизнь, Эмили решает, что с неё хватит переживаний из-за Уилла. |                                                                                        |                |                                |                 |                     |
| 12 | «Emily and... the Perfect Storn» «Эмили и... идеальный Сторн»                          | Ларри Шоу      | Дэвид Бэбкок                   | 29 января 2013  | 1,33                |
| В городе начинается снежная буря, которая становится причиной аварии, в которой пострадали пассажиры автобуса. Эмили назначают ответственной за сортировку больных в приёмной скорой помощи, которая в этот непростой момент представляет из себя сплошной хаос. Тайра и Тим Дюпер забывают о семейных разногласиях, когда сталкиваются с горем молодого отца, только что ставшего вдовцом. Эмили занимается лечением молодого морпеха и девушки, чья рука сильно пострадала в аварии. Кассандра решает раз и навсегда разобраться в ситуации между Уиллом и Эмили. Узнав о том, что Эмили наконец забыла о своих чувствах к Уиллу, Майка целует девушку.                                                                                    |                                                                                        |                |                                |                 |                     |
| 13 | «Emily and... the Leap» «Эмили и... перемены»                                          | Джанн Тёрнер   | Пол Скиаротта                  | 5 февраля 2013  | 1,50                |
| Эмили и Майка пытаются разобраться в том, что происходит между ними и каковы шансы у их зарождающегося романа. Уилл, расставшийся с Кассандрой, понимает, что Эмили ему не безразлична. Майка узнаёт о романе доктора Акино и Бендари. Эмили сталкивается с агрессивной пациенткой, чьё поведение ставит девушку в тупик. По вине Уилла погибает пациентка, и он должен рассказать обо всём родственнице погибшей. В город приезжает сестра Майка, узнавшая о том, что их мать больна. |                                                                                        |                |                                |                 |                     |

## Релиз

### Рейтинги
| #  | Название                              | Дата выхода     | Рейтинг/доля (18-49) | Кол-во зрителей (в млн) |
| -- | ------------------------------------- | --------------- | -------------------- | ----------------------- |
| 1  | «Pilot»                               | 16 октября 2012 | 0.5/1                | 1.67                    |
| 2  | «Emily and… The Alan Zolman Incident» | 23 октября 2012 | 0.3/1                | 1.11                    |
| 3  | «Emily and… The Outbreak»             | 30 октября 2012 | 0.3/1                | 1.03                    |
| 4  | «Emily and… The Predator»             | 13 ноября 2012  | 0.4/1                | 1.38                    |
| 5  | «Emily and… The Tell-Tale Heart»      | 20 ноября 2012  | 0.4/1                | 1.29                    |
| 6  | «Emily and… The Question Of Faith»    | 27 ноября 2012  | 0.3/1                | 1.05                    |
| 7  | «Emily and… The Good & The Bad»       | 4 декабря 2012  | 0.4/1                | 1.41                    |
| 8  | «Emily and… The Car & The Cards»      | 11 января 2013  | 0.4/1                | 1.30                    |
| 9  | «Emily and… The Love Of Larping»      | 8 января 2013   | 0.3/1                | 1.09                    |
| 10 | «Emily and… The Social Experiment»    | 15 января 2013  | 0.3/1                | 1.02                    |
| 11 | «Emily and… The Teapot»               | 22 января 2013  | 0.4/1                | 1.36                    |
| 12 | «Emily and… The Perfect Storm»        | 29 января 2013  | 0.4/1                | 1.33                    |
| 13 | «Emily and… The Leap»                 | 5 февраля 2013  | 0.4/1                | 1.50                    |

### Критика
На сайте «Metacritic» телесериал получил 47 баллов из 100. В общем, отзывы на шоу варьируются от смешанных до отрицательных, хотя многие критики оценили игру актёров.
Кен Такер из «Entertainment Weekly» назвал «Эмили Оуэнс» одним из лучших новых шоу канала The CW, а также оценил актёрские способности ведущей актрисы Мэми Гаммер, которая, по его мнению, «заслуживает лучшей роли, чем странная и глупо себя ведущая Эмили» — однако актриса «делает персонажа интересней, чем это может показаться из вступительной закадровой речи Эмили». Такер дал сериалу оценку «C», но несмотря на средний балл, «с шоу вроде „Эмили Оуэнс“ канал наконец может тягаться с гигантами теле-эфира».
Дороти Рабиновиц из «The Wall Street Journal» написала, что сериал интригует своей теорией о том, что «больница — та же школа», отмечая «сходство тем для обсуждения персонала любой больницы (и другого сообщества) и школьных интриг», но главная проблема Гаммер и всего остального актёрского состава — это «сценарий, который не даёт зрителям ничего оригинального».
Тим Гудман из «The Hollywood Reporter» написал в обзоре, что «героиня Эмили Оуэнс должна вызвать непереносимость у любой умной женщины, которая случайно посмотрит шоу», которое по мнению обозревателя является «невероятно раздражающим и снисходительным для медицинской драмы». Кроме того, «пилот нужно показывать всем школьницам в качестве предупреждения — Вы вырастите такой же, как Эмили Оуэнс, если в Вас не будет чувства собственного достоинства и самоуважения». Гудман отметил игру актрисы Некар Задеган, сказав, что «она достойна лучшего материала для работы».
Карина Эдли МакКензи с сайта «Zap2It» сравнила «Эмили Оуэнс» с классическими сериалами «Анатомия страсти» и «Фелисити», а героиню Эмили с Мередит Грей. По мнению автора, не стоит ожидать от авторов нового сериала шокирующих сюжетных поворотов и подробностей частной жизни, как это было в «Анатомии»; «Эмили Оуэнс» рекомендуется для просмотра любителям «постепенно развивающихся романтических отношений» и «персонажа, с которым себя сможет сравнивать средний обыкновенный зритель».
«E! Online» описал сериал как что-то среднее между «Анатомией страсти» и «Дрянными девчонками».

### Международный показ
В Канаде сериал купил канал CTV Two. Network Ten будет показывать сериал в Австралии. ETC покажет шоу на Филиппинах.